# 国立演芸場
国立演芸場（こくりつえんげいじょう、英語：National Engei Hall）は、東京都千代田区隼町の国立劇場の一部として1979年（昭和54年）に開場した国立の演芸場。独立行政法人日本芸術文化振興会が運営している。

## 概要
1階には演芸資料館、2階には舞台（全席300席）と売店がある。舞台後方には入江相政による「喜色是人生」の額がかかっている。定席の場合、7・8月は舞台後方の襖がすだれや障子に代わる。
公演形態は上席（1日 - 10日）と、中席（11日 - 20日）であり、通常の寄席にはある下席（21日 - 30日）はない。なお、原則的に昼の部のみであるが、夜の部が行われる日もあり、この場合は二回公演となる（大阪・なんばグランド花月や名古屋・大須演芸場と同様に、一回目と同じ出演者が二回目も勤める）。
落語協会と落語芸術協会が上席と中席を分け合い、各々出演者を配給している。どの協会が上席で、どの協会が中席かはその月による。なお、上席がない月もある。
月に一度、「国立名人会」が行われる。かつての東宝名人会と同様に、主演者は協会の垣根を超えて顔付けされる。開催日時はその月による（上席や中席の公演が終わった後に開催する場合と、21日以降の昼間に開催する場合がある）。一月上席は「新春国立名人会」が行われる（出演者は日替り）。また、都内の定席寄席に出演できない五代目円楽一門会（10月）、落語立川流（5月）が毎年1回それぞれ自団体の公演を行う。
2020年、新型コロナウイルス感染予防のため、3月1日から7月31日までの定席・主催公演はすべて中止となった。8月1日より、感染予防対策をとり定員を限定、また企画を一部変更して主催公演を再開している。
2023年10月をもって改築工事に伴い、一旦閉場となる。2022年10月以降の公演は「初代国立演芸場さよなら公演」と銘打たれて行われている。再開場は2029年秋の予定。

## 花形演芸会・花形演芸大賞
毎月最終週の週末の昼間には「花形演芸会」が行われる。ジャンルは落語だけではなく色物も含まれる。
花形演芸会の出演資格は、入門から20年以内の若手。4月から翌年3月までの出演者のうち優秀な成績をおさめた出演者が「銀賞」として表彰され、翌年度から1年間に2回レギュラー出演が可能となる。「金賞」と「花形演芸大賞」はこのレギュラー出演者の中から選ばれる。レギュラー出演者としては最長10年間出演可能であるが、入門20年を超えた時点で卒業となる。
出演者から毎年「花形演芸大賞」（大賞・金賞・銀賞）が決定され、贈賞式を兼ねた「花形演芸会スペシャル」が翌年の6月に開催される（2023年は建て替えのため、翌2024年3月に紀尾井小ホールで贈賞式を兼ねた「花形演芸会スペシャル」を実施予定）。

| 年度                  | 賞           | 受賞者                                                               |
| --------------------- | ------------ | -------------------------------------------------------------------- |
| 1997年 （平成9年度）  | 大賞         | 柳家花緑                                                             |
| 1997年 （平成9年度）  | 金賞         | 春風亭昇太、爆笑問題                                                 |
| 1997年 （平成9年度）  | 銀賞         | 神田北陽、BOOMER                                                     |
| 1997年 （平成9年度）  | 特別賞       | スガヤ幸一＆サオリ                                                   |
| 1998年 （平成10年度） | 大賞         | 国本武春                                                             |
| 1998年 （平成10年度） | 金賞         | 桂文我、春風亭昇太                                                   |
| 1998年 （平成10年度） | 銀賞         | 林家たい平、ポカスカジャン                                           |
| 1999年 （平成11年度） | 大賞         | 春風亭昇太                                                           |
| 1999年 （平成11年度） | 金賞         | 柳亭市馬                                                             |
| 1999年 （平成11年度） | 銀賞         | DonDokoDon、柳家三太楼                                               |
| 1999年 （平成11年度） | 審査員特別賞 | 爆笑問題                                                             |
| 2000年 （平成12年度） | 特別大賞     | 爆笑問題                                                             |
| 2000年 （平成12年度） | 大賞         | 柳家花緑                                                             |
| 2000年 （平成12年度） | 金賞         | 春風亭昇太                                                           |
| 2000年 （平成12年度） | 銀賞         | 五明楼玉の輔、テツandトモ、アンジャッシュ、五代目春風亭柳好          |
| 2001年 （平成13年度） | 大賞         | 国本武春                                                             |
| 2001年 （平成13年度） | 金賞         | テツandトモ                                                          |
| 2001年 （平成13年度） | 銀賞         | 爆笑問題、三遊亭竜楽                                                 |
| 2002年 （平成14年度） | 大賞         | (該当者なし)                                                         |
| 2002年 （平成14年度） | 金賞         | 八代目橘家圓太郎、立川談春、柳家花緑                                 |
| 2002年 （平成14年度） | 銀賞         | 三遊亭歌武蔵、中川家、林家二楽                                       |
| 2003年 （平成15年度） | 大賞         | 立川談春                                                             |
| 2003年 （平成15年度） | 金賞         | 三遊亭歌武蔵、柳家三太楼、林家たい平                                 |
| 2003年 （平成15年度） | 銀賞         | 鏡味正二郎、三遊亭全楽、柳家喬太郎                                   |
| 2004年 （平成16年度） | 大賞         | 柳家喬太郎                                                           |
| 2004年 （平成16年度） | 金賞         | 林家二楽、ポカスカジャン、柳家三太楼                                 |
| 2004年 （平成16年度） | 銀賞         | 三遊亭金時、鏡味仙三、柳家三三                                       |
| 2005年 （平成17年度)  | 大賞         | 柳家喬太郎                                                           |
| 2005年 （平成17年度)  | 金賞         | ポカスカジャン、三遊亭金時、鏡味仙三                                 |
| 2005年 （平成17年度)  | 銀賞         | ロケット団、柳家紫文                                                 |
| 2005年 （平成17年度)  | 審査員特別賞 | だるま食堂                                                           |
| 2006年 （平成18年度） | 大賞         | 柳家喬太郎                                                           |
| 2006年 （平成18年度） | 金賞         | 三遊亭遊雀、ポカスカジャン                                           |
| 2006年 （平成18年度） | 銀賞         | 入船亭扇辰、カンカラ、春風亭栄助                                     |
| 2006年 （平成18年度） | 審査員特別賞 | 柳家花緑                                                             |
| 2007年 (平成19年度）  | 大賞         | 三遊亭遊雀                                                           |
| 2007年 (平成19年度）  | 金賞         | 古今亭菊之丞、カンカラ、林家たい平                                   |
| 2007年 (平成19年度）  | 銀賞         | 桃月庵白酒、翁家和助、春風亭一之輔                                   |
| 2008年 （平成20年度） | 大賞         | （該当者なし)                                                        |
| 2008年 （平成20年度） | 金賞         | 入船亭扇辰、古今亭菊之丞、カンカラ、柳家三三                         |
| 2008年 （平成20年度） | 銀賞         | オオタスセリ、古今亭菊志ん、ナイツ                                   |
| 2009年 （平成21年度） | 大賞         | 柳家三三                                                             |
| 2009年 （平成21年度） | 金賞         | 桃月庵白酒、Ｕ字工事                                                 |
| 2009年 （平成21年度） | 銀賞         | 三遊亭兼好、ストレート松浦、ふくろこうじ                             |
| 2010年 （平成22年度） | 大賞         | 桃月庵白酒                                                           |
| 2010年 （平成22年度） | 金賞         | 三遊亭兼好、古今亭菊之丞、林家二楽                                   |
| 2010年 （平成22年度） | 銀賞         | 柳亭左龍、三遊亭遊馬                                                 |
| 2011年 （平成23年度） | 大賞         | 春風亭一之輔                                                         |
| 2011年 （平成23年度） | 金賞         | 三遊亭兼好、柳亭左龍、菊地まどか                                     |
| 2011年 （平成23年度） | 銀賞         | 桂吉弥、エネルギー                                                   |
| 2012年 （平成24年度） | 大賞         | 春風亭一之輔                                                         |
| 2012年 （平成24年度） | 金賞         | 桂吉弥、翁家和助、柳亭左龍                                           |
| 2012年 （平成24年度） | 銀賞         | 六代目古今亭今輔、四代目三遊亭歌奴、母心                             |
| 2013年 （平成25年度） | 大賞         | 桂吉弥                                                               |
| 2013年 （平成25年度） | 金賞         | ポカスカジャン、U字工事                                              |
| 2013年 （平成25年度） | 銀賞         | 四代目三遊亭萬橘、三遊亭天どん、三代目蜃気楼龍玉                     |
| 2014年 （平成26年度)  | 大賞         | ポカスカジャン                                                       |
| 2014年 （平成26年度)  | 金賞         | 三遊亭歌奴、三遊亭萬橘、Ｕ字工事                                     |
| 2014年 （平成26年度)  | 銀賞         | 笑福亭たま、古今亭志ん陽、五代目柳家小せん、立川志ら乃、桂宮治       |
| 2015年 （平成27年度)  | 大賞         | 三代目蜃気楼龍玉                                                     |
| 2015年 （平成27年度)  | 金賞         | 三遊亭萬橘、笑福亭たま、ロケット団                                   |
| 2015年 （平成27年度)  | 銀賞         | ホンキートンク、桂吉坊、瀧川鯉橋、古今亭文菊                         |
| 2015年 （平成27年度)  | 特別賞       | 神田阿久鯉                                                           |
| 2016年 (平成28年度）  | 大賞         | （該当者なし)                                                        |
| 2016年 (平成28年度）  | 金賞         | 三遊亭萬橘、三代目蜃気楼龍玉、五代目柳家小せん                       |
| 2016年 (平成28年度）  | 銀賞         | 二代目江戸家小猫、坂本頼光、神田松之丞、宮田陽・昇、二代目三笑亭夢丸 |
| 2017年 （平成29年度） | 大賞         | 笑福亭たま                                                           |
| 2017年 （平成29年度） | 金賞         | 江戸家小猫、三遊亭萬橘、ストレート松浦、菊地まどか                   |
| 2017年 （平成29年度） | 銀賞         | 桂福丸、桂佐ん吉、鈴々舎馬るこ、雷門小助六                           |
| 2018年 （平成30年度） | 大賞         | 江戸家小猫                                                           |
| 2018年 （平成30年度） | 金賞         | 神田松之丞、桂吉坊、三笑亭夢丸、坂本頼光                             |
| 2018年 （平成30年度） | 銀賞         | 二代目古今亭志ん五、うしろシティ、入船亭小辰、桂雀太                 |
| 2019年 （令和元年度） | 大賞         | 古今亭文菊                                                           |
| 2019年 （令和元年度） | 金賞         | 菊地まどか、入船亭小辰、古今亭志ん五、桂佐ん吉                       |
| 2019年 （令和元年度） | 銀賞         | 瀧川鯉八、桂小すみ、笑福亭喬介、まんじゅう大帝国                     |
| 2020年 （令和2年度）  | 大賞         | 古今亭文菊                                                           |
| 2020年 （令和2年度）  | 金賞         | 桂小すみ、菊地まどか、瀧川鯉八、六代目神田伯山                       |
| 2020年 （令和2年度）  | 銀賞         | 春風亭昇也、笑福亭べ瓶、鏡味仙成                                     |
| 2021年 （令和3年度）  | 大賞         | 桂小すみ                                                             |
| 2021年 （令和3年度）  | 金賞         | 六代目神田伯山、瀧川鯉八、古今亭志ん五、笑福亭べ瓶                   |
| 2021年 （令和3年度）  | 銀賞         | 柳家わさび、柳家㐂三郎、桂華紋、玉川太福                             |
| 2022年 （令和4年度）  | 大賞         | 六代目神田伯山                                                       |
| 2022年 （令和4年度）  | 金賞         | 十代目入船亭扇橋、柳家わさび、母心                                   |
| 2022年 （令和4年度）  | 銀賞         | 九代目春風亭柳枝、こばやしけん太、真山隼人、柳家風柳                 |
| 2023年 （令和5年度）  | 大賞         | 十代目入船亭扇橋                                                     |
| 2023年 （令和5年度）  | 金賞         | 九代目春風亭柳枝、春風亭昇也、真山隼人、柳家㐂三郎                   |
| 2023年 （令和5年度）  | 銀賞         | 春風亭一蔵、林家はな平、上の助空五郎、国本はる乃                     |

## 建て替え
国立劇場の一部として、2023年10月から建て替え工事を実施しており、2029年秋に完成予定であるが、人件費や円安などによる資材の高騰などが要因となり、2度にわたる建て替え業者の入札が不調に終わっており、2023年の段階で3度目の入札が行われる目途が立っていない状態と報じられており、休館期間の長期化が懸念されている。
建て替え期間中は「独立行政法人日本芸術文化振興会主催」として、2024年1月より東京では日本製鉄紀尾井ホール、千代田区立内幸町ホール、渋谷区文化総合センター大和田内6階の伝承ホール、深川江戸資料館（主に江戸落語、原則として落語協会・落語芸術協会それぞれ5日間単位で月2回予定。「花形演芸会」や「落語立川流一門会」なども同様）などの公共施設、大阪では国立文楽劇場（主に上方落語）などで公演を予定している。

## その他
- 平成後期以降、2月は林家正雀・十一代目金原亭馬生を中心にした「鹿芝居」（落語家による茶番劇）を大喜利とする興行が行われていた。
- 開館当初、花王名人劇場の収録会場として利用されることが多かった。
- 都内の他の寄席に比べて音響・照明などの設備が整い、専門スタッフも常駐している。
- 毎年、主な出演者の高座写真を使ったカレンダーが作成・販売されていた。
- 2021年現在の東京の寄席定席では、唯一窓口でチケット購入時にクレジットカード決済ができる会場である[11]。
- 東京の寄席定席では唯一、来場者が利用可能な駐車場がある（国立劇場と兼用）。開演の1時間前から終演までのみ利用可能。
- 東京の寄席定席の中で、高座に置かれるめくりに亭号まで入りフルネーム表示となるのはここだけである[12]。
- 東京メトロの駅に定席公演のポスターを貼り出している。
- 日本テレビ『笑点』は、2023年8月13日と20日の放送分の収録を最初で最後となる国立演芸場で行った。演芸コーナーの出演者は桂小すみ（13日）、こばやしけん太（20日）。大喜利はこの2回分のみの座布団枚数がカウントされ、最も多くの座布団を獲得した春風亭一之輔には演芸場の前に通常飾られている「国立演芸場」の名前入りの赤い幟（実物）がプレゼントされた。収録後には記者会見が行われ、それぞれが初代演芸場の思い出と新演芸場への期待、かつてのメンバーであった五代目三遊亭圓楽・桂歌丸・六代目三遊亭円楽[13]の思い出を語った[14]。

## 定紋
- 楽天女　（国立劇場と同じ）